# Мечислав Махніцький
Мечислав Махніцький (пол. Mieczysław Machnicki; нар. 11 липня 1943, Мартишківці) — польський поет і прозаїк.

## Біографія
Закінчив факультет філософії та журналістики Варшавського університету. Дебютував як поет 1963 року в «Тигоднику Культурному». Протягом багатьох років він був редактором журналу «Zwierciadło» та місячника «Twój Styl». Він керував відділом поезії у літературному місячнику «Новий Вираз» та щотижневику творчої роботи «Радар». У 2012 році він був номінований на поетичну премію Орфея за том «Ціле». У 2017 році він отримав премію Варшавської літературної прем'єри за книгу «Квітень» а також нагороду імені Юліуша Словацького за досягнення у житті.

## Творчість

### Поезія
- Скорі, Оссолінеум, Вроцлав 1969
- Чорний парашут, Оссолінеум, Вроцлав 1971
- Випалений південь, Оссолінеум, Вроцлав 1975
- Підземний захід сонця, Оссолінеум, Вроцлав 1980
- Поема за роками, ORFEU, Варшава 1993
- Відділ, Новий Свят, Варшава 2000
- Ніде ні до чого, Новий Свят, Варшава 2001
- Париж та інші вірші, Новий Свят, Варшава 2003
- Чарівний ланцюжок, Адам Маршалек, Торунь 2004
- Дитячий майданчик, Новий Свят, Варшава 2006
- Річка Кіліманджаро, Новий Свят, Варшава 2008
- Весь, Новий Свят, Варшава 2011
- Підзарядка лави, кірка темніє, Бібліотека «Топосу», Сопот 2013
- є лише град та дощ персидів, Бібліотека «Топосу» Сопот 2014
- що те, що називається річкою, закінчено, Бібліотека «Топосу» Сопот 2017
- мої уста чують, а мої бачать мою мову, бібліотека «Топосу» Сопот 2019

### Проза
- Чиста мораль, Чительник, Варшава 1982